# Apalocnemis solitaria
Apalocnemis solitaria är en tvåvingeart som beskrevs av Collin 1933. Apalocnemis solitaria ingår i släktet Apalocnemis och familjen Brachystomatidae. Inga underarter finns listade i Catalogue of Life.